# Ginglymostoma
Ginglymostoma Müller & Henle, 1837 è un genere di pesci cartilaginei della famiglia Ginglymostomatidae.

## Tassonomia
Comprende le seguenti specie:
- Ginglymostoma cirratum (Bonnaterre, 1788)
- Ginglymostoma unami Del Moral-Flores, Ramíz-Antonio, Angulo & Pérez-Ponce de León, 2015